# Bolesław Chrobry ze Świętopełkiem przy Złotej Bramie w Kijowie (obraz Jana Matejki)
Bolesław Chrobry ze Światopełkiem przy Złotej Bramie w Kijowie – obraz autorstwa Jana Matejki, namalowany techniką olejną na drewnie w 1884 roku na zamówienie księcia Heliodora Czetwertyńskiego w Krakowie. Dzieło przedstawia pierwszego króla Polski (ówcześnie jeszcze nie koronowanego), Bolesława Chrobrego z dynastii Piastów wjeżdżającego do Kijowa w 1018 roku. W 1929 r znajdował się we dworze Jana Mazarskiego, będącego wnukiem Heliodora, w Rybczyńcach na Podolu, od 1939 roku natomiast stanowi własność książąt Czetweryńskich w depozycie Muzeum Narodowego w Krakowie.  

## Historyczny temat obrazu
Obraz odwołuje się do kilku wydarzeń z drugiego dziesięciolecia XI w. Bolesław Chrobry wraz z Włodzimierzem Wielkim, celem zawarcia pokoju między dwoma państwami, doprowadzili do mariażu swoich dzieci: córki Chrobrego ze Światopełkiem (zwany później Przeklętym), dzięki czemu dokonała się chrystianizacja Rusi. Matejko umieścił na obrazie postać biskupa symbolizującego przekazywanie Wschodowi cywilizacji Zachodu (chrześcijaństwa łacińskiego.  
Po śmierci Włodzimierza Wielkiego ponowiły się zabiegi o jego tron książęcy w Kijowie. Jeden z jego synów, książę Jarosław, panował ówcześnie na północy w Nowogrodzie, drugi zaś, książę Światopełk, miał w posiadaniu książęcą dzielnicę w Turowie. Światopełk przebywał w Kijowie, lecz utrzymywano przed nim w tajemnicy śmierć ojca, chciano bowiem usadowić na tronie księcia Borysa, zabitego wkrótce w Wyszogrodzie. Światopełk więc, chcąc zasiąść na tronie kijowskim, opanował miasto. Naprzeciw niemu wyruszył brat Jarosław, który zwyciężył z nim w bitwie pod Lubiczem za Dnieprem; Światopełk uciekł do Polski, prosząc o pomoc. Bolesław Chrobry, jego zięć, zorganizował wyprawę na Ruś, ażeby odebrać Kijów Jarosławowi, a następnie osadzić Światopełka na tronie. Wojska Chrobrego zwyciężyły przy rzece Bohu, co zmusiło innego pretendenta do tronu do ucieczki w kierunku Nowogrodu. Bolesław wraz ze Światopełkiem wyruszyli do Kijowa, by utrwalić władzę zięcia Chrobrego.  
Obraz Jana Matejki stanowi nawiązanie do wydarzeń historycznych, jednak nie ilustruje ich precyzyjnie. W opisie dzieła, przygotowanym na potrzeby współczesnej publiczności przez Mariana Gorzkowskiego można przeczytać między innymi, że Bolesław Chrobry „[…] przez złotą bramę, jako zwycięzca, tryumfalnie doń (do Kijowa) wjeżdża!”.  Ten moment, utrwalony na obrazie autorstwa Jana Matejki, mógł nie mieć miejsca, ponieważ pierwsze wzmianki o Złotej Bramie pochodzą z 1037 roku, a jej budowa wiązana jest z panowaniem Jarosława, zwanego później Mądrym, który doszedł do władzy niedługo po opuszczeniu Kijowa przez wojsko Bolesława.  

## Opis obrazu

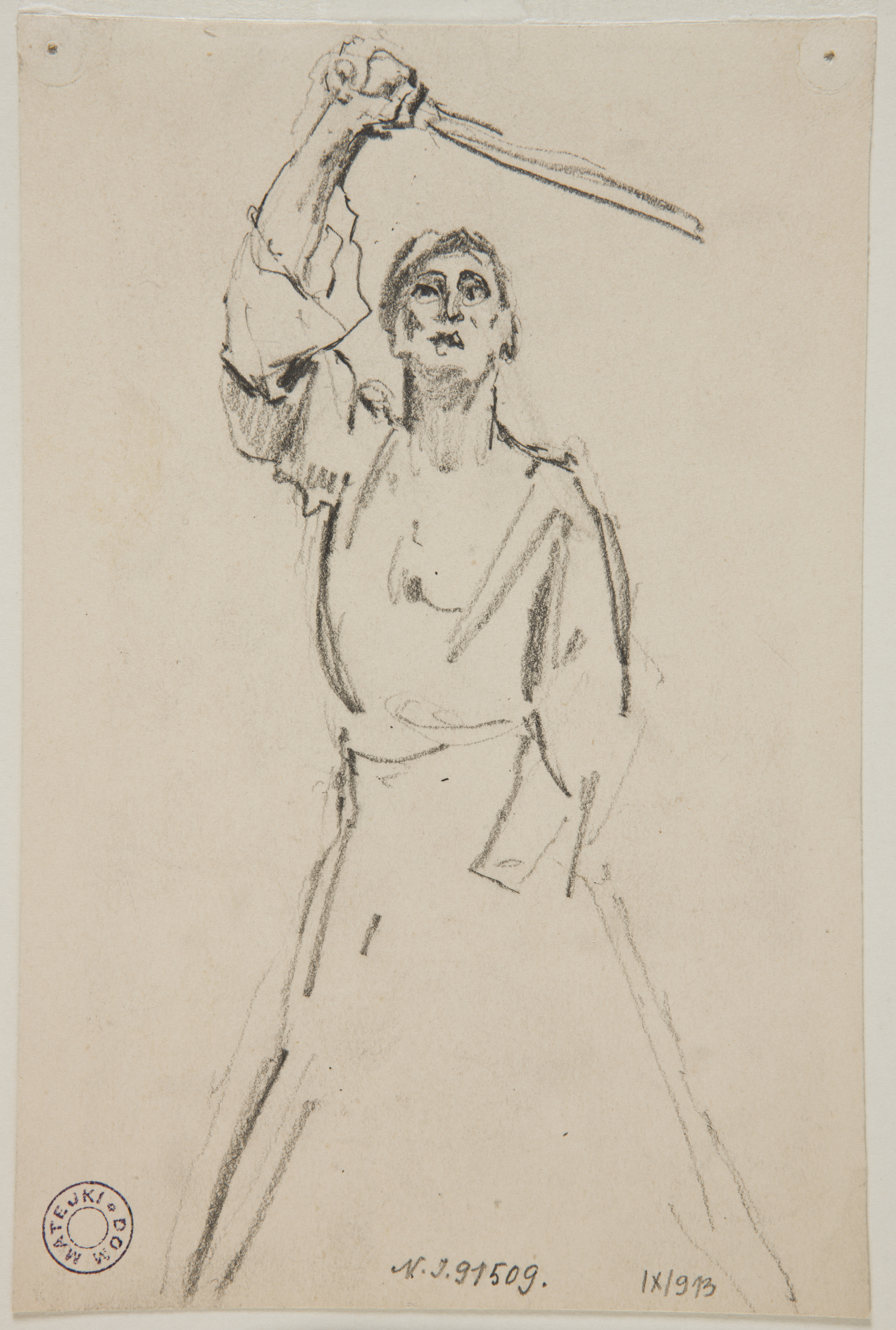
Jan Matejko, szkic postaci męskiej do obrazu

Większość bohaterów obrazu jest możliwa do rozpoznania dzięki wydanym tuż po ukończeniu dzieła objaśnieniom, przygotowanym przez sekretarza i biografa artysty, Mariana Gorzkowskiego. Jak w wielu obrazach Matejki, w scenie pojawiają się osoby znaczące dla tego momentu historii Polski i Rusi Kijowskiej.  
W centralnej części ukazany w sposób majestatyczny został Bolesław Chrobry na koniu w chwili wjazdu przez Złotą Bramę do miasta. Na lewo od Bolesława, na koniu znajduje się córka Bolesława, żona Światopełka, ubrana w bogaty czepiec i damski strój z epoki, obwarowana klejnotami. W tym momencie ma twarz i oczy zwrócone ku ojcu, a „[…] wdzięk jej w ruchach, zalotność i gibkość w kibici, odznaczają całą jej postać niewieścią, a jej uroda cechuje Piastowskie niegdyś, pełne czerstwości i zdrowia kobiety”. Za nią, w głębi, uwidoczniony zostaje biskup Reinbern, a bardziej wysunięci na lewo, rycerze i niewiasty jako gapie, przybyli zobaczyć wydarzenie. 
Na prawo od Chrobrego znajduje się jego zięć, który ma ponure oblicze i jest odziany w czerwony chałat przykryty opończą z kłobukiem na głowie. Jego ubiór, wraz ze zdobioną przy szyi i w końcu rękawów bogatym złoceniem i kamieniami, jest kwintesencją wyobrażenia obioru wschodniego. Za nim znajduje się rycerz polski, ponury, surowy i sztywny, trzymając chorągiew piastowską, zamykający pierwszoplanową grupę na obrazie.
Grupa z prawej strony obrazu złożona jest z arcybiskupa kijowskiego stojącego w grupie wraz z Atanazym, biskupem greckim, odzianym w szaty cerkiewne, trzymającym w ręku misę z darami jako powitalne dary dla przybyszów. Wraz z nim widoczny jest młody diak, prowadzący procesję w krzyżem i obrazem Bogurodzicy, a także, w klęczącej postawie, bojar kijowski, ubrany w jasną sukmanę o złotawym kolorze. Józef Szujski uważał, że choć Bolesław Chrobry porzucił później sprawy kijowskie, to jednak myśl szerzenia cywilizacji na wschodzie wyrosła z tradycji sięgającej czasów Bolesławowych. Widoczne na obrazie dary od mieszkańców miasta symbolizują pominięcie rozlewu krwi i pokój. 
Na dole obrazu ukazano grupę kobiet, orszak księżniczki Przedysławy (Przedsławy, Predysławy), córki Włodzimierza Wielkiego, do której postaci pozowała córka księcia Heliodora Czetweryńskiego, Oktawia (później Mazarakowa). Ukazana została ona w lektyce na wzór grecki, z odkrytą głową, sygnalizującą jej panieństwo, ubraną w żółtą szatę z gronostajami u dołu. Przedsława ukazana jest w towarzystwie młodej Greczynki, której głowa jest okryta czepcem, co świadczy o byciu mężatką. Kolejną postacią w orszaku znajduje się starsza kobieta w futrzanej czapce typu bułgarka. Przy lektyce uwidoczniony również został tatarski służący Pieczenieg w bizantyjskiej sukmanie, a także młody Grek, wskazujący ręką na orszak. 
Kijów ówcześnie był bardzo bogatym miastem, Złota Brama pełni funkcję bramy triumfalnej, toteż Chrobry wjeżdża tam nie jako zdobywca Kijowa, lecz jako prawdziwy pan i triumfator. Na obrazie brama, zgodnie z historycznymi przekazami, u góry po prawej stronie ma rodzaj strażnicy, z której straż miejska przyglądała się całemu wydarzeniu, a po lewej jej stronie widoczny jest sąsiedni dwór, „którego wspaniała kolumna, w perspektywicznej odstaje przestrzeni, tworząc przedział, pomiędzy złotą bramą, a wystającym sąsiednim pałacem”. 
W jej głębi, w perspektywicznej oddali, znajdują się szeregi wojsk polskich oraz w tle Sobór Sofijski (który rzeczywiście mógł być widoczny z punktu widzenia obserwatora, choć jego wygląd na obrazie bliższy jest temu, który mógł być znany Janowi Matejce, czyli po XVII-wiecznej przebudowie). 
Cały obraz utrzymany jest w jasnej, ciepłej gamie kolorystycznej, a różnorodne ubrania i stroje odtworzone zostały na podstawie ogólnodostępnych, historycznych źródeł, stanowią one tutaj jednak kluczowy element swoistej mieszaniny i tygla kulturowego, dowód tworzenia potęgi intelektualnej dynastii Piastów, jako zwiastun pomyślnego rozwoju Polski w tym kierunku. Był to pierwszy utwór Matejki na ten temat. 

## Inspiracja

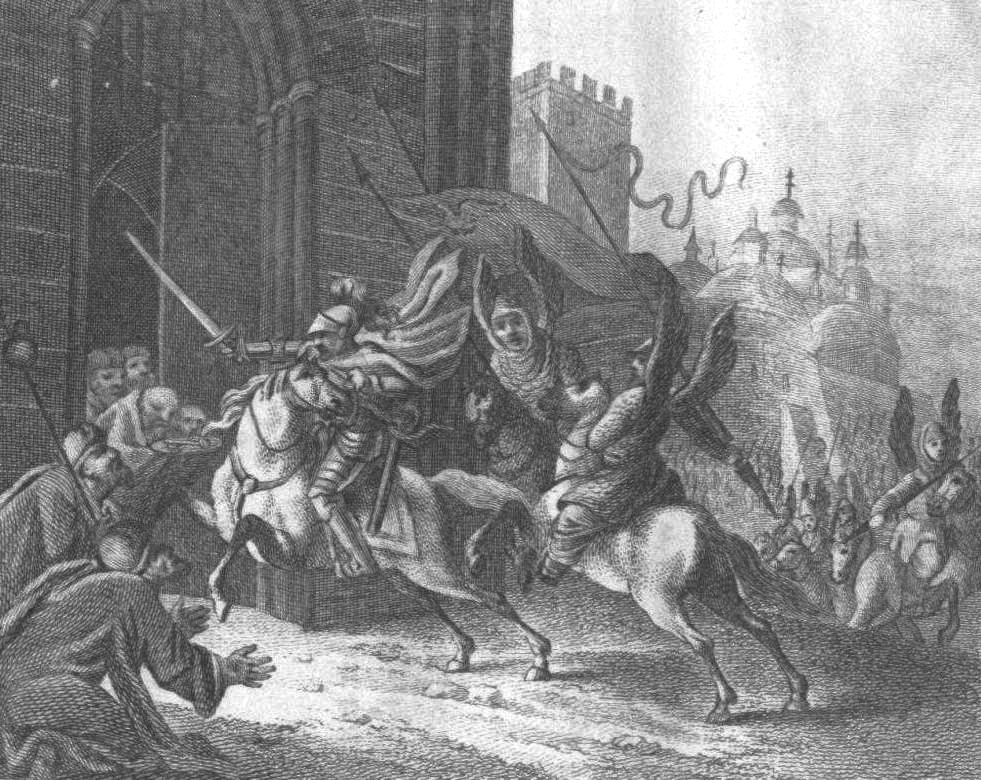
ilustracja do Śpiewy historyczne Juliana Ursyna Niemcewicza, Autor Antoni Oleszczyński, Bolesław Chrobry uderzaiący Szczerbcem w złotą bramę Kiiowa

Początków związków Polski i Rusi Matejko upatrywał w czasach panowania Bolesława Chrobrego, który według Gorzkowskiego był jednym z jego ulubieńców, obok Kazimierza Wielkiego i Jana III Sobieskiego. Fascynował się tą postacią historyczną od dziecka, m.in. poprzez Śpiewy Historyczne Juliana Ursyna Niemcewicza, które to dzieło miało kształcić poczucie patriotyczne Polaków, co widoczne jest w pieśni Bolesław Chrobry, gdzie znajdują się wersy poświęcone zdobyciu Kijowa: 
Wchodzi Bohatyr w rozstąpione mury,
Wśród radosnego wokoło żołnierza,
A miecz zwycięski podnosząc do góry,
W bramę uderza.

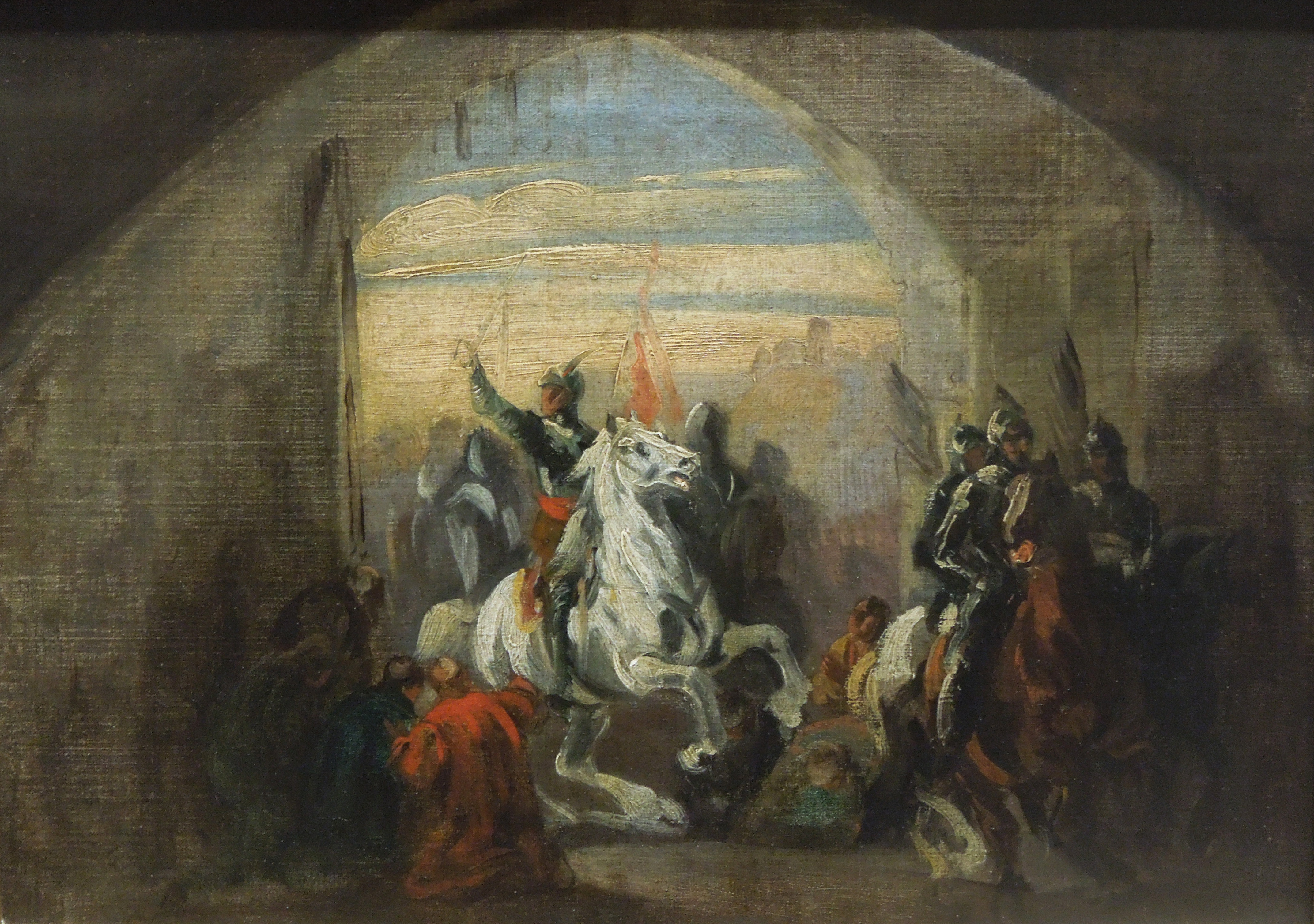
Piotr Michałowski, Wjazd Bolesława Chrobrego do Kijowa

Elementem inspiracji były również ilustracje do tegoż utworu, głównie litografia ryciny Antoniego Oleszczyńskiego Bolesław Wielki uderza szczerbcem w złotą bramę w Kijowie. Temat ten okazał się równie interesujący dla Piotra Michałowskiego (Wjazd Bolesława Chrobrego do Kijowa) – Matejko miał okazję ten obraz obejrzeć. 
W kompozycji obrazu Matejki widoczne jest analogiczne nawiązanie do dzieł Oleszczyńskiego i Michałowskiego, ponadto oprócz tych inspiracji wizualnych pojawiają się również pisane, jakimi są prace historyczne dwóch znanych ówcześnie historyków, Karola Szajnochy i Józefa Szujskiego. 

## Legenda Szczerbca

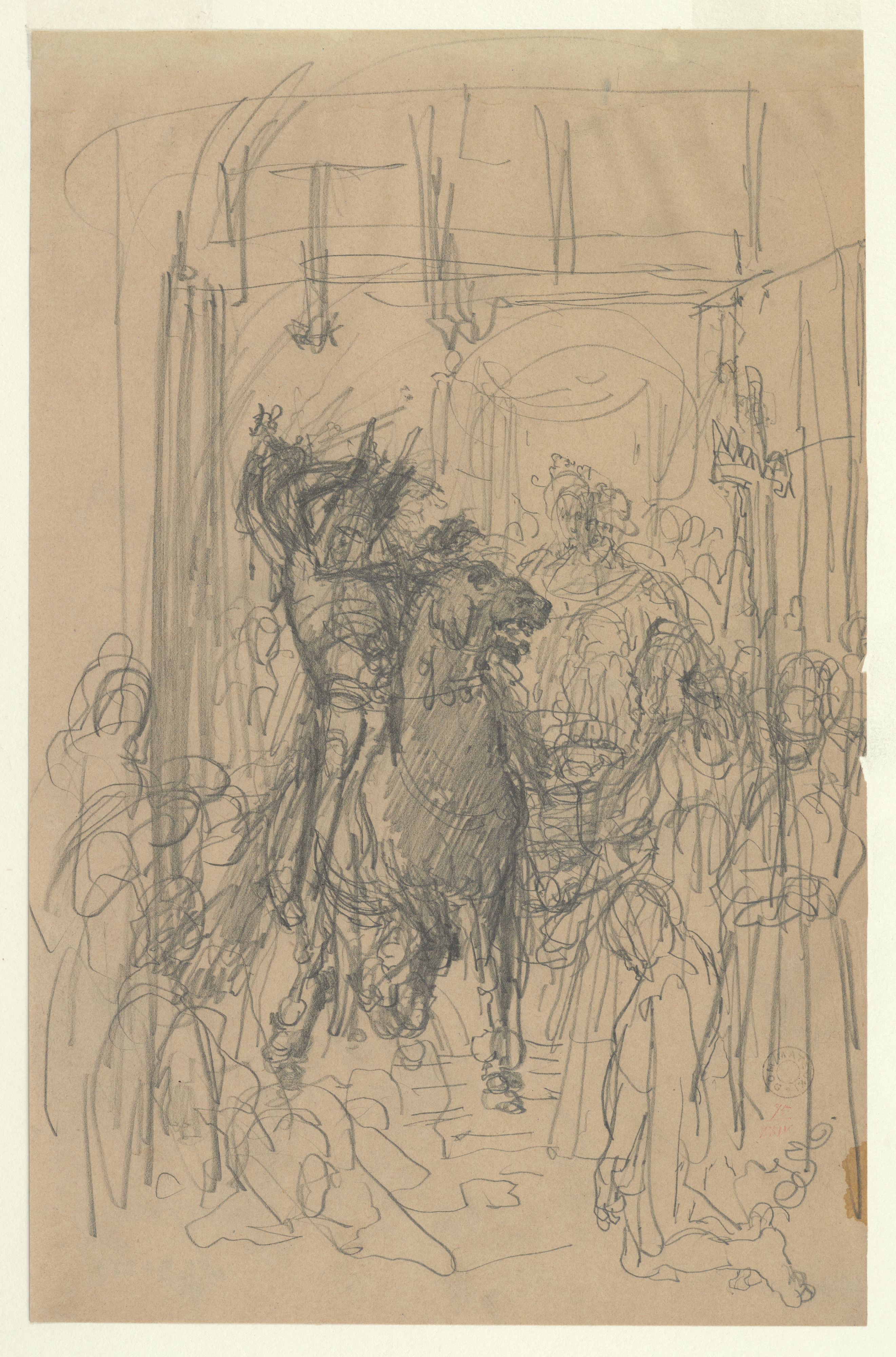
Jan Matejko, szkic do obrazu

Dzieło przedstawia triumfalny przejazd Bolesława Chrobrego przez Złotą Bramę, podczas którego miało mieć miejsce opisane w XIII-wiecznej Kronice wielkopolskiej uderzenie przyszłym mieczem koronacyjnym królów polskich, zwanym po tym wydarzeniu Szczerbcem. Jan Matejko i Marian Gorzkowski byli świadomi, że samo ukazanie Złotej Bramy na obrazie nie musi być zgodne z prawdą historyczną, ponieważ „nie wiadomo kiedy przez kogo, oraz na jaki pierwotny użytek ta złota brama zbudowaną została”. 
Opis obrazu Jana Matejki autorstwa Jana Gorzkowskiego zawiera interpretację legendarnych wydarzeń. Analizując gest Chrobrego, Gorzkowski zawarł w opisie obrazu informacje o konstrukcji bram miejskich z czasów bolesławowskich, wskazując, że miecz mógł zostać wyszczerbiony o bronę z żelaza, która wisząc nad mostem, miała za zadanie zabezpieczać miasto przed szturmem nieprzyjaciół. Przy wjeździe Bolesława przez bramę brona mogła być podniesiona, skąd wysnuto przypuszczenie, że postanowił on uderzyć w nią mieczem, co stanowi prawdopodobny zalążek popularnej legendy. „Takie rycerskie albo junackie usposobienie królów naszych nie było rzadkiem; wypływało ono z wesołości humoru, z żartobliwej natury przodków […]” – tłumaczy autor broszury, wskazując również inne przypuszczenie: „[…] to królewskie dotknięcie mieczem, to uderzenie o żelazną bronę, mogło zawierać nawet myśl opanowania własności, tegoż przedmiotu, tem bardziej, że dotknięcie czegoś w starożytnych wiekach, mieściło zarazem w sobie pojęcie własności i posiadania”. 
Motyw brania w posiadanie może odnosić się również do osoby Przedsławy. W okresie, gdy powstawał obraz Jana Matejki, trwały badania dotyczące rzekomych ślubnych zamierzeń Bolesława Chrobrego, pragnącego pojąć za żonę córkę Włodzimierza i siostry Jarosława. W przypisie do swojej publikacji, Marian Gorzkowski zwraca uwagę, że wątek Przedsławy pojawia się w XIX-wiecznych badaniach pana E.S., punktując, że Bolesław Chrobry bezskutecznie starał się o rękę Przedsławy około roku 1017, by rok później, po zajęciu Kijowa wziąć ją w niewolę, a po nieudanej wymianie jeńców uprowadzić ją, zgwałcić i uczynić swoją nałożnicą.    
Co więcej, zarówno Szajnocha, jak i Szujski wspomnieli o epizodzie, w którym Bolesław na pytanie swoich towarzyszy, jak zamierza postąpić z siostrą Jarosława, odparł: "uległa złota brama, ulegnie i Rusinka". Była ona ukazana bowiem bez nakrycia głowy, a więc jako niezamężna. Matejko wbrew pozorom nie ukazał polskiego króla jako napastnika, a Przedsławy jako jednej ze „zdobyczy”; jej mimika wskazuje na jakąś lekką obawę, ale też zainteresowanie i ciekawość. Wedle interpretacji Matejki nastąpiło tutaj wykorzystanie ruskiej księżniczki celem upokorzenia pokonanego wroga, co ukazuje jej zauroczenie.    